# Gaston Lejeune
Gaston Lejeune (Verviers, 13 maart 1885 – Oostende, 5 mei 1954) was een Belgisch architect, gediplomeerde in handel, bouwpromotor en immobiliënmakelaar, die vooral bekend werd om zijn villa's in cottagestijl in en rond Koksijde. Zijn oeuvre omvat ook talrijke woonhuizen, handels- en horecazaken en vakantiekolonies, voornamelijk in Koksijde. Hij werkte mee aan de ontwikkeling van nieuwe Koksijdse wijken, namelijk het Quartier Sénégalais, het Quartier Japonnais en het Quartier du Bois.
Lejeune's vader, Léopold, (Grand Rechain,  24 april 1855 - Schaarbeek,  09 juni 1928) was vanuit Verviers één van de eerste privé-investeerders in het ongerepte duinengebied (1907) en de stichter van het later benoemde Quartier Sénégalais, een villawijk waar nog heel wat villa's uit die tijd en uit het interbellum ongeschonden overblijven. De stijl van de cottages houdt het midden tussen de Normandische en de Engelse cottagestijl. 
Voor WOI bouwde Gaston al ruime woningen in samenwerking en onder supervisie van zijn vader, maar de meerderheid van zijn ontwerpen werd pas tijdens het interbellum gerealiseerd. Hij werkte een korte tijd samen met zijn zoon Léo (van 1935 tot 1940), en later met de Brusselse architect Henri Lardo, tot aan zijn overlijden in 1954.
Gaston Lejeune ligt begraven op het kerkhof van Koksijde-Dorp.
De Lejeunes worden herdacht met  straatnamen: de Gaston Lejeunestraat en de Lejeunelaan, vernoemd naar zijn vader Léopold.
Villa's van zijn hand zijn onder meer:
- Villa Belvédère aan de Leopold II Laan te Oostduinkerke. Deze villa beheerst van boven op de hoogste duin van Oostduinkerke-Bad de omliggende omgeving.
- De koppelvilla Loxley Cottage en La Guadeloupe in de Bauwenslaan in Koksijde (1913) op een terrein van zijn vader Leopold in het Quartier Sénégalais.
- Villa Marlieve, Normandlaan 15 te Middelkerke
- Mon Caprice, Kursaallaan 1 te  Koksijde-Bad.

Een vijftiental van zijn realisaties zijn opgenomen in de inventaris van het onroerend erfgoed van het Vlaams Gewest, twee zijn beschermd.